# Krugobajkalská železnice
Krugobajkalská železnice (rusky Кругобайка́льская желе́зная доро́га - Krugobajkalskaja železnaja doroga, česky Okružní bajkalská železniční trať) též Krugobajkalka (rusky Кругобайка́лка) je historická železniční trať, která vede v Rusku na části jihozápadního břehu Bajkalského jezera. Do poloviny 20. století tudy projížděly vlaky Transsibu, později byl vybudován modernější úsek, který lépe vyhovoval objemnější dopravě, a původní trať v úseku Irkutsk - Bajkal byla zrušena v důsledku výstavby Irkutské přehradní nádrže. V současnosti (2015) spojuje Krugobajkalka přístav Bajkal s městem Sljuďanka.
Krugobajkalská železnice vede po břehu jezera Bajkal. Je to místo, kde došlo v úzkém a dlouhém pruhu k obdivuhodnému přetvoření divokého Bajkalského pobřeží. Lesy a skály se proměnily v jednu linii kamenného zdiva, portálů, tunelů a opěrných stěn. Unikátní komplex zahrnující cenné příklady historie, lidové architektury, přírodní krajiny i chráněných území patřící k oblasti Přibajkalsko. Státní přírodní park, zahrnuje úzký pás jihozápadního pobřeží jezera Bajkal a rozprostírá se v úseku od železniční stanice Bajkal do železniční stanice Sljuďanka (část od základního úseku st. Irkutsk – st. Mysovaja Sibiřské železniční magistrály).
Oblast zahrnuje památky inženýrsko – technického umění (tunely, galerie, mosty, viadukty a opěrné stěny). Takovéto množství inženýrských staveb, není možné vidět na žádném úseku železničních tratí v celém Rusku. Ze stanice Bajkal do stanice Sljuďanka zůstaly zachovány stovky inženýrských objektů v tomto složení: tunely a galerie – 57; komplexy mostů a viaduktů – 248; opěrné stěny – 268; památky architektury – 172. Bohužel komplex staveb byl v minulosti značně poškozen. Mnoho staveb bylo rozebráno a vyvezeno za hranice chráněného území. Z toho, co zůstalo, je největší část koncentrována na hornatém až skalnatém úseku od stanice Bajkal do stanice Kultuk v délce 85 kilometrů.
Komplex Krugobajkalské železniční tratě má také přírodní památky zahrnující geologii, mineralogii, zoologii a botaniku.

## Historie

Krugobajkalská železnice (interaktivní mapa)

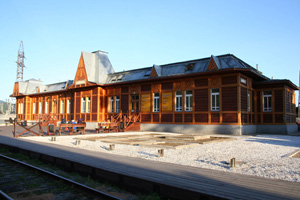
Stanice Bajkal

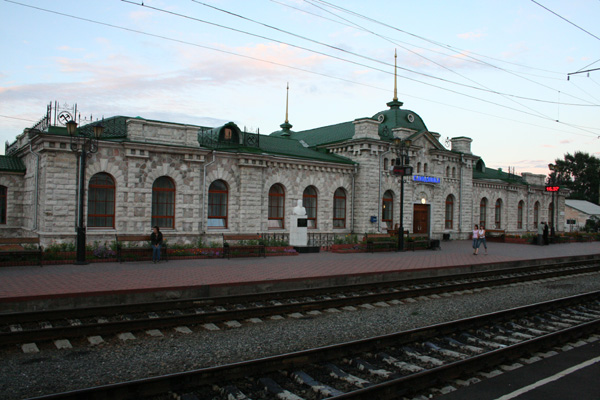
Mramorové nádraží ve Sljuďance 166 km na Krugobajkalce a 5311 km od Moskvy po Transsibiřské magistrále

První přípravné práce začaly roku 1894 a stavět se začalo o dalších pět let později, ke konci roku 1899. Vzhledem k charakteru břehu jezera bylo nezbytné vybudovat mnoho mostů, viaduktů a ve skalách vyrazit krátké tunely (celkem 33). Na stavbě v prvních pěti letech 20. století pracovalo celkem devět tisíc lidí, avšak po zahájení rusko-japonské války získala trať větší prioritu a počet dělníků se zvýšil na 13,5 tisíce. Práce se tak zrychlily a první vlak mohl projet po trati již 1. října 1905 (dle tehdejšího kalendáře 18. září). Ke konci měsíce pak začal pravidelný provoz.
Výstavba trati přinesla rozvoj hlavně těm sídlům, které se podle ní nacházely. Vznikaly nové domy, nové závody. To trvalo až do roku 1956, kdy se na řece Angaře (podle které vedla trať dále z osady Bajkal do Irkutsku) začala stavět vodní nádrž. Skutečnost, že vznikne velké jezero a část trati zaplaví, si vynutila její přeložení jinam, což vedlo také i k menšímu zkrácení tratě z Irkutsku do Sljuďanky. Trať kolem Bajkalského jezera sice ohrožena nebyla, upadl však její význam (byla nově ukončena v osadě Bajkal). Přesto ještě v 80. letech zaznívaly hlasy, požadující zrušení tratě a její případné nahrazení silnicí.
V současné době tak má úsek Krugobajkalky celkem čtyři stanice (Kultuk, Marituj, Ulanovo, Bajkal – rusky Култук, Маритуй, Уланово, Байкал). Jezdí tudy jeden vlak, který trasu projede za 4 hodiny 40 minut. K výročí 100 let trati v roce 2005 byla přestavěna nádraží Sljuďanka a Bajkal, vzniklo i malé muzeum zaměřené na historii dráhy.
V létě roku 1896 začala výstavba železniční větve od Irkutska do Bajkalu na levém břehu Angary. Železnice končila na břehu Bajkalu u mysu Beránek, tam kde je nyní stanice a přístav Bajkal. Výstavba nebyla dokončena v naplánovaném rozpočtu a celková hodnota se nakonec zastavila na téměř 3,5 milionech rublů, což odpovídá 51,8 tis. rublů za verstu (58,6 tis. za km).
První vlak se k Bajkalu vydal 21. října 1898, ale oficiálně Irkutsko-Bajkalská linie dlouhá 72 km vstoupila do provozu až 1. července 1900.
Spolu s výstavbou cesty u Bajkalu (Krugobajkalky) bylo rozhodnuto zřídit lodní přepravu přes jezero ze stanice Bajkal do stanice Mysovaja a zpět. Bajkalská lodní doprava však nemohla uspokojit vzrůstající zájem. Na konci roku 1899 započaly práce na východní části Krugobajkalské linie na obvodu Mysovaja – Tanchoj. Zdejší stavbě pomohl poměrně málo členitý terén. V létě 1903 se začal budovat i Tanchojský přístav a výstavba se naplno rozběhla i na jiných částech tratě. Na jižním pobřeží se objevují první stanice Sljuďanka na 166 km, Kultuk na 156 km a další. Ve Sljuďance bylo postaveno krásné a útulné nádraží, mistrně opláštěné mramorem.

### Výstavba první koleje na úseku st. Bajkal – Sljuďanka v letech 1902 – 1905
Krugobajkalská železnice byla nejnáročnější částí transsibiřské železnice. Jako celek představovala synonymum pro ty nejdůmyslnější inženýrské dovednosti v Rusku začátkem 20. století. Na tomto obvodu prošlo ruské inženýrství drsnou školou přírodních překážek a zákonitostí. Poprvé zde byl na území Ruska také použit elektrický proud v podmínkách železniční výstavby.
Mezi stanicemi Bajkal a Sljuďanka byly postaveny následující stavby: 522 inženýrských staveb (tunely – 38, galerie – 14, kamenná potrubí – 6, kamenná koryta – 3, kamenné viadukty – 6, ocelové mosty – 226, opěrné stěny – 229), 12 kasáren, 14 vojenských stanovišť, 8 strážních dvojdomků, 29 strážních domků (celkem 63 ostatních objektů).

### Výstavba druhé koleje v letech 1911 – 1914
Druhá stavitelská etapa (1911 – 1914 ) se odlišuje od první nejenom širokým použitím progresivního materiálu – betonu, ale také tím, že se často řešily úplně jiné inženýrské problémy. Během výstavby druhé koleje byly postaveny následující stavby (bez opěrných stěn): 2 tunely, 5 galerií, 13 železobetonových viaduktů, 208 mostků a železobetonových propustků (celkem 228 objektů)

## Ze života dělníků
Práce na stavbě probíhaly ve dne i v noci nepřetržitě. V letech 1901 – 1902 pracovalo na železnici průměrně 9 tisíc dělníků, v letech 1903 – 1904 se však jejich počet zvýšil na 13,5 tisíc. Pracovní den kopáče trval od tmy do tmy, v létě více než 16 hodin. Na snídani a večeři byla předepsaná hodina, na oběd 1,5 – 2 hodiny. Ve skutečnosti však vše probíhalo mnohem rychleji.
Prostředky na práci představovaly sekáč, perlík, sochor, lopata a trakař. Bezpečnost práce existovala jen na papíře, nehod bylo mnoho. Lidé umírali nebo měli těžká zranění především při závalech nebo neštěstích souvisejících s použitím výbušniny.
Na dolování tunelu se pracovalo ve dvou směnách po dvanácti hodinách. Ve štolách byl v zimě dusivý a vlhký vzduch od petrolejových lamp a zplodin výbuchů. Umělá ventilace se nikde nepoužívala.
Mzda za práci se lišila podle druhu vykonávané práce, ale rozdíly zde sehrály i smlouvy. Odměna italských dělníků byla vyšší než u dělníků ruských. Italové dostávali čtyři ruble na den a Rusové jen jeden a půl. Přitom mnozí dělali stejnou práci. Dělníci kupovali potraviny ve skladu u dodavatele. Za chléb platili 1,2 – 1,5 ruble, tabák stál čtyřicet kopějek za funt (ruská libra – 409 g).
Od listopadu 1901 do dubna 1904 došlo při výstavbě železnice k 1833 méně nebo více vážným nehodám a k 38 smrtelným neštěstím. Počet ambulantních ošetření přesáhl 12 tis. Skoro tři čtvrtiny všech dělníků si přivodily nějaké zranění. V roce 1903 bylo 2900 nemocných lidí a 160 z nich zemřelo. Nejvíce poranění způsobovalo padající kamení a nehody při střelných pracích. Velmi mnoho poranění bylo výsledkem opileckých rvaček. Objevovaly se však i kuriozity v podobě spálenin ze sauny.